# Świercze (Powiat Pułtuski)
Świercze ist ein Dorf und Sitz der gleichnamigen Gemeinde im Powiat Pułtuski der Woiwodschaft Masowien, Polen.

## Gemeinde
Zur Landgemeinde Świercze gehören 28 Ortschaften:
Brodowo
Bruliny
Bylice
Chmielewo
Dziarno
Gaj
Gąsiorowo
Gąsiorówek
Godacze
Gołębie
Klukowo
Klukówek
Kosiorowo
Kościesze
Kowalewice Nowe
Kowalewice Włościańskie
Ostrzeniewo
Prusinowice
Stpice
Strzegocin
Sulkowo
Świercze
Świercze-Siółki
Świerkowo
Świeszewko
Świeszewo
Wyrzyki
Wyrzyki-Pękale
Ein weiterer Ort der Gemeinde ist Brodowo-Kuce.